# Julian Wintle
Julian Wintle (* 17. Oktober 1913 in Liverpool, Lancashire als  Francis Julian Wintle; † 8. November 1980 in Brighton, East Sussex) war ein britischer Filmproduzent, der zwischen den Jahren 1946 und 1973 über 40 Filmproduktionen für Film und Fernsehen realisierte, darunter Kinofilme wie Ein Kind war Zeuge, Einer kam durch oder O Darling – was für ein Verkehr, aber auch Folgen der international populären Fernsehserie um das Agentenpaar John Steed und Emma Peel in Mit Schirm, Charme und Melone.

## Leben und Werk
Julian Wintle, geboren 1913 in Liverpool, Lancashire, gründete zusammen mit dem Drehbuchautor und Filmregisseur Jeffrey Dell 1947 die Produktionsfirma Independent Artists Ltd.
In seiner Funktion als Produzent entstanden so von den 1950er bis zu den 1970er Jahren zahlreiche Kriminalfilme, Dramen, Komödien, Abenteuer- oder Horrorfilme wie Der Mann in Schwarz von Regisseur Jeffrey Dell, Charles Crichtons Ein Kind war Zeuge, Endstation Harem von Ken Annakin, die beiden Filmdramen Eine Frau kommt an Bord und Einer kam durch von Roy Ward Baker, Guy Greens In den Krallen der Gangster, Die weiße Falle, Schmutziges Geld und Jagd durchs Feuer von Regisseur Sidney Hayers, Peter Graham Scotts Komödie Ach, du lieber Vater oder In den Fängen der Madame Sin von David Greene.
Als ausführender Produzent beteiligte er sich darüber hinaus auch an Produktionen mit einem deutlich höheren Budget wie an Joseph Loseys Die tödliche Falle, an J. Lee Thompsons Tiger Bay, an Walzer der Toreros von John Guillermin, am preisgekrönten Drama Lockender Lorbeer von Lindsay Anderson oder an James Hills Keine Gnade für den Fuchs.
Julian Wintle hat als TV- und Film-Produzent viele britische Filme und TV-Serien mit auf den Weg gebracht, darunter von 1965 bis 1966 die komplette Vierte Staffel mit sämtlichen 26 Folgen der international bekannten und erfolgreichen Agentenserie Mit Schirm, Charme und Melone. Dort waren hauptsächlich solche Regisseure tätig mit denen Wintle schon zuvor über die Jahre vertrauensvoll zusammengearbeitet hatte nämlich: Charles Crichton, Roy Ward Baker, Sidney Hayers, Peter Graham Scott oder James Hill.
Von 1959 bis 1963 war Wintle ein Mitglied des Bryanston Consortiums.
Sein Sohn ist der Schriftsteller Justin Wintle.
Am 8. November 1980 starb Wintle im Alter von 67 Jahren im englischen Kurort und Seebad Brighton.

## Filmografie (Auswahl)
- 1951: Der Mann in Schwarz (The Dark Man)
- 1952: Ein Kind war Zeuge (Hunted)
- 1954: Endstation Harem (You Know What Sailors Are)
- 1955: Eine Frau kommt an Bord (Passage Home)
- 1956: In den Krallen der Gangster (House of Secrets)
- 1957: Schau nicht zurück (High Tide at Noon)
- 1957: Einer kam durch (The One That Got Away)
- 1959: Die weiße Falle (The White Trap)
- 1960: The Malpas Mystery
- 1960: Wenn Scotland Yard das wüßte (The Professionals)
- 1960: Der rote Schatten (Circus of Horrors)
- 1961: Das Landhaus des Dr. Lemming (House of Mystery)
- 1961: Schmutziges Geld (Payroll)
- 1961: Der Tod fährt mit (The Man in the Back Seat)
- 1962: Die sieben Schlüssel (Seven Keys)
- 1962: So ein Gauner hat’s nicht leicht (Crooks Anonymous)
- 1962: O Darling – was für ein Verkehr (The Fast Lady)
- 1963: Lockender Lorbeer (This Sporting Life)
- 1964: Ach, du lieber Vater (Father Came Too!)
- 1965–1966: Mit Schirm, Charme und Melone (The Avengers) (26 Folgen, 1965–1966)
- 1971: Jagd durchs Feuer (The Firechasers)
- 1972: In den Fängen der Madame Sin (Madame Sin)
- 1973: Der Fuchs von Belstone (The Belstone Fox)